# Volo Nigeria Airways 2120
Il volo Nigeria Airways 2120 era un volo charter passeggeri da Gedda, in Arabia Saudita, a Sokoto, in Nigeria. L'11 luglio 1991, un Douglas DC-8-61 operante su tale tratta prese fuoco poco dopo il decollo dall'aeroporto Internazionale di Gedda-Re Abd al-Aziz e si schiantò mentre tentava di tornare per un atterraggio di emergenza, provocando la morte di tutti i 247 passeggeri e 14 membri dell'equipaggio a bordo. Il volo 2120 rimane tuttora il peggior incidente aereo che coinvolge un DC-8, il disastro aereo con più vittime che coinvolge una compagnia aerea canadese e il secondo peggiore su suolo saudita, dopo il volo Saudia 163.

## L'aereo
Il velivolo coinvolto era un Douglas DC-8-61, marche C-GMXQ, numero di serie 45982, numero di linea 345. Volò per la prima volta nel 1968 e venne consegnato alla Eastern Air Lines nel marzo dello stesso anno. In seguito operò per la Japan Airlines, la Capitol Air, la Air Algérie e la Nationair. Era alimentato da 4 motori turboventola Pratt & Whitney JT3D-3B. Al momento dell'incidente, l'aereo aveva circa 23 anni e aveva accumulato 49 318 ore di volo in 30 173 cicli di decollo-atterraggio.

## L'equipaggio
William Allan, il comandante 47enne, ex pilota dell'Aeronautica Canadese, aveva accumulato 10 700 ore di esperienza di volo, delle quali 1 000 nel DC-8. Kent Davidge, il primo ufficiale di 36 anni, aveva accumulato 8 000 ore di volo, delle quali 550 nel DC-8, ed era colui che pilotava durante l'incidente. Victor Fehr, l'ingegnere di volo di 46 anni, aveva registrato 7 500 ore di volo, di cui 1 000 sul DC-8.

## L'incidente
Il volo partì dall'aeroporto Internazionale di Gedda-Re Abd al-Aziz di Gedda diretto all'aeroporto internazionale Sadiq Abubakar III di Sokoto. Poco dopo il decollo scoppiò un incendio a bordo senza che i piloti se ne accorgessero, poiché iniziò in un'area senza sistemi di allarme antincendio.
La pressurizzazione non funzionò e l'equipaggio fu inondato di avvertimenti senza senso causati dai molteplici guasti ai circuiti, per via dei cavi bruciati dal fuoco. In risposta al malfunzionamento della pressurizzazione, il comandante decise di mantenere i 2 000 piedi (610 m). Salì a 3 000 piedi (910 m) a seguito di un equivoco del controllore di volo, che confuse il volo 2120 per un volo Saudia, anch'esso con problemi di pressurizzazione, a causa del fatto che il comandante Allan si identificò erroneamente come "Nationair 2120" anziché "Nigerian 2120", un equivoco che durò per tre minuti, ma che si scoprì alla fine essere stato ininfluente.
Il primo ufficiale Davidge, che stava pilotando il DC-8, riferì la perdita dei sistemi idraulici. L'equipaggio venne a conoscenza dell'incendio solo quando un assistente di volo si precipitò nel cockpit segnalando "fumo nella parte posteriore ... davvero brutto". Poco dopo, Davidge riferì che gli alettoni non funzionavano, costringendo il comandante a prendere il controllo. Quando Allan prese il comando, il registratore vocale della cabina di pilotaggio smise di funzionare. In quel momento, il controllore del traffico aereo si rese conto dell'equivoco e indirizzò il volo 2120 verso la pista. Successivamente, il comandante contattò più volte il controllo del traffico aereo, richiedendo l'intervento dei veicoli di emergenza.
Quando si trovava a circa 10 miglia nautiche (19 km) dall'aeroporto e ad un'altitudine di 2 200 piedi (670 m), l'aeromobile iniziò a subire vari cedimenti strutturali e alcuni corpi caddero al suolo, segno che l'incendio aveva consumato, almeno in parte, il pavimento della cabina. A meno di tre chilometri di distanza dalla pista, l'aereo divenne incontrollabile e si schiantò, provocando la morte di chi, dei 261 a bordo, non era già soffocato o caduto dall'aereo. Nove dei quattordici membri dell'equipaggio vennero identificati, ma "nessun tentativo venne effettuato per identificare i passeggeri".

## Le indagini
Prima della partenza, un meccanico aveva notato che le pressioni degli pneumatici numero 2 e 4 erano inferiori al minimo accettabile e cercò di gonfiarli, ma non era disponibile azoto per il gonfiaggio. Il project manager, riluttante ad accettare un ritardo, ignorò il problema e preparò l'aereo per il volo. Mentre l'aeromobile stava rullando, il trasferimento del carico dallo pneumatico numero 2, gonfiato in modo insufficiente, allo pneumatico numero 1, posizionato sullo stesso asse, comportò un surriscaldamento e un indebolimento strutturale dello pneumatico numero 1. Questo si guastò durante la corsa di decollo, seguito quasi immediatamente dal numero 2. Quest'ultimo smise di ruotare "per motivi non stabiliti" e il conseguente attrito con la pista generò calore sufficiente per innescare un incendio.
L'equipaggio si rese conto che c'era un problema, ma non la natura o la gravità di esso. Il velivolo non era dotato di sensori di incendio o di calore nel vano del carrello di atterraggio. Il primo ufficiale fu registrato osservare: «probabilmente abbiamo una gomma a terra, che ne pensi?». Secondo i membri del Transportation Safety Board of Canada, intervistati in un episodio di Indagini ad alta quota relativo all'incidente, le procedure operative standard in caso di gomma a terra durante il decollo non prevedevano l'annullamento dello stesso, quindi i piloti proseguirono.
A causa del design del DC-8, l'incidente divenne inevitabile nel momento in cui il carrello di atterraggio venne retratto, pochi secondi dopo il decollo e molto prima che venisse dichiarata un'emergenza. Alla retrazione del carrello, la combustione della gomma venne portata in stretta vicinanza con i componenti del sistema idraulico ed elettrico, causando il guasto di entrambi i sistemi idraulici e di pressurizzazione, che portarono a danni strutturali e alla perdita di controllo dell'aeromobile. Il Transportation Safety Board in seguito concluse: "se l'equipaggio avesse lasciato il carrello di atterraggio esteso, l'incidente avrebbe potuto essere evitato". Il carburante, probabilmente penetrato a seguito della combustione del serbatoio centrale, intensificò l'incendio, che alla fine consumò il pavimento della cabina. La gente iniziò a cadere fuori dall'aereo quando le cinture di sicurezza dei sedili vennero consumate dal fuoco. "Nonostante la notevole distruzione della cellula, il velivolo sembrava essere controllabile fino a poco prima dello schianto".
Venne scoperto durante le indagini che i meccanici sapevano della situazione delle gomme dal 7 luglio, ma che il responsabile del progetto (project manager), privo della formazione pertinente per prendere una decisione informata, impedì la manutenzione poiché l'aeromobile era in ritardo sui tempi previsti; richiese quindi ai meccanici di registrare letture false di pressione nel registro, per far sembrare l'aeromobile aeronavigabile. Ciò significava che i dirigenti di Nationair avevano fatto pressioni sui piloti affinché trattenessero tali informazioni, che avevano serie implicazioni per la sicurezza.

## Conseguenze
Poco dopo l'incidente, un gruppo di assistenti di volo di Nationair, con sede a Toronto raccolse fondi per creare una targa commemorativa con il nome delle vittime. Il memoriale, completo di un albero di ciliegio piantato per commemorare i loro colleghi morti a Gedda, fu posizionato presso la sede della Greater Toronto Airports Authority.
L'incidente, combinato con la scarsa reputazione di Nationair dal punto di vista dei ritardi e dei problemi meccanici, portò gravi problemi alla Compagnia. Queste difficoltà si aggravarono quando Nationair bloccò i suoi assistenti di volo in sciopero sostituendoli con quelli che avevano rinunciato all'azione sindacale, il 19 novembre 1991. Il blocco durò 15 mesi e, quando terminò all'inizio del 1993, Nationair si trovava in gravi difficoltà finanziarie. All'epoca, il tour operator doveva al Governo canadese milioni di dollari in tasse di atterraggio non pagate. I creditori iniziarono a sequestrare gli aeromobili e chiesero denaro in anticipo per i servizi. La Società fu dichiarata fallita nel maggio 1993, a causa di debiti per 75 milioni di CDN.
Nel 1997, Robert Obadia, proprietario di Nationair e della sua Società madre Nolisair, si dichiarò colpevole di 8 accuse di frode in relazione alle attività dell'azienda.

## Cultura di massa
Il volo Nigeria Airways 2120 è stato analizzato nella puntata Schianto nel deserto della undicesima stagione del documentario Indagini ad alta quota trasmesso dal National Geographic Channel.